# Saint-Jean-de-Galaure
Saint-Jean-de-Galaure község Franciaország Auvergne-Rhône-Alpes régiójában, Drôme megyében. Új községként 2022. január 1-jén jött létre La Motte-de-Galaure és Mureils község egyesítésével. A két korábbi település delegált község státusszal az új község része lett. Lakosainak száma 1258 fő (2022. január 1.).

## Népesség
| Lakosok száma | 1268 | 1275 | 1265 | 1258 |
|               | 2019 | 2020 | 2021 | 2022 |